# Adam Krawutzcky
Adam Krawutzcky (* 2. März 1842 in Neustadt O.S.; † 18. Januar 1907) war ein deutscher katholischer Theologe.

## Leben
Er besuchte das Gymnasium in Nysa und studierte Theologie in Breslau und München, wo er 1865 promovierte. Nach der Priesterweihe am 1865 wurde er Kaplan in Canth und Breslau St. Michael. Er wurde 1885 außerordentlicher Professor in Breslau und 1888 ordentlicher Professor für Moraltheologie.
Er war Ehrenmitglied der katholischen Studentenverbindung KDStV Aenania München im CV.

## Schriften (Auswahl)
- Zählung und Ordnung der heiligen Sacramente der katholischen Kirche in ihrer geschichtlichen Entwickelung. Breslau 1865.
- De visione beatifica in Benedicti constitutionem „Benedictus Deus“. Breslau 1868.
- Petrinische Studien. Breslau 1872.
- Moraltheologische Einleitung. Anhang IV. Bemerkungen über die Pflichtengruppen des religiösen Lebens. Breslau 1902, OCLC 65393331.